# Cyclopogon williamsii
Cyclopogon williamsii är en orkidéart som beskrevs av Dodson och Roberto Vásquez. Cyclopogon williamsii ingår i släktet Cyclopogon, och familjen orkidéer.
Artens utbredningsområde är Bolivia. Inga underarter finns listade i Catalogue of Life.